# ランチメイト症候群
ランチメイト症候群（ランチメイトしょうこうぐん、ランチメート症候群とも）とは、精神科医の町沢静夫によって名付けられたコミュニケーションの葛藤で、学校や職場で一緒に食事をする相手（ランチメイト）がいないことに一種の恐怖を覚えるというもの。本項目では類似の概念であるひとりじゃいられない症候群も含めて解説する。

## 概要
ランチメイト症候群という名称は、町沢静夫に相談を訴えた者が、食事をする相手のことをランチメイトと表現したことから着想を得た呼び名であるという。学会に認められた症状名や病名ではないが、2001年の4月頃から報道で取り上げられたことでこの呼び名が広まった。
相談の内容は主として、一人で食事することへの恐れと、食事を一人でするような自分は人間として価値がないのではないかという不安である。当事者は次のように考えがちである。「学校や職場で一人で食事をすることはその人には友人がいないということだ。友人がいないのは魅力がないからだ。だから、一人で食事すれば、周囲は自分を魅力のない、価値のない人間と思うだろう」。こうした考え方が主な症状である恐れと不安を誘発する。さらに、断られることを（「価値のない自分」への不安を惹き起こすから）恐れているので自分から誰かを食事に誘うこともできない。ランチメイト、つまり食事相手を確保できない者は、一人で食事をする姿を学友や同僚に見られないように図書館などで隠れて食べることがある。中には食事の様子を見られそうになってトイレに隠れたり、食事を摂ることを断念したり
、ひどい場合は仕事を辞めたり就職を諦めたり学校へ行けなくなる。
ネットを対象としたアンケート調査では、1〜2割の男女が一人での食事に抵抗を感じていることが明らかになっており、また女性に多い傾向であることも現れている。町沢も著書の中で、最近は若い男性にもその傾向が現れているとしつつも、大学生や20代の女性のケースを中心に紹介している。日本の女性は特に群れることを好み、一人でいる時に抵抗を感じてしまう傾向がある。自分自身を客観視して「自分はどう見られているのか？」を気に病むことから、ランチメイト症候群は当事者のみではなく、周囲の人間環境にも起因していると考えられる。
町沢はランチメイト症候群のルーツを、集団に守られつつ他者を非難する日本の村八分の現象に求めているが、コミュニケーション論を研究する辻大介は、こうした友達がいないように見られることを恐れる傾向はアメリカの若者にも多く見られるとし、先進国に共通した特徴ではないかと述べている。また辻は、このような感受性を持つ者は募金やボランティアなどの社会活動に積極的で、他者への信頼も高い傾向が見られたとし、これらは他者への敏感な気遣いの現れの一つであり非行のような問題行動に繋がる傾向ではないという持論を展開している。
諸富祥彦は自著『孤独であるためのレッスン』の中で、ランチメイト症候群などの、集団の中で孤立することを恐れる心理を「ひとりじゃいられない症候群（孤独嫌悪シンドローム）」と名づけ、「ひとりでいられる能力」、言い換えれば「孤独になる勇気」と「孤独を楽しむ能力」の重要性を説いた。また法政大学教授の尾木直樹は、一人でいられず孤立を恐れる大学生の心理について、高校時代における他人との交わりや生活体験の不足が理由ではないかという考えを述べている。
しかし、実際には一人で食事した方が落ち着くと言う人も増えているのも事実であり、コロナ禍もあって積極的に一人での食事ができる店舗も増えている。

## 参考図書
- 諸富祥彦『孤独であるためのレッスン』日本放送出版協会、2001年。ISBN 4140019271。
- 町沢静夫『学校、生徒、教師のための心の健康ひろば』駿河台出版社、2002年。ISBN 441100349X。
- 和田秀樹『なぜ若者はトイレで「ひとりランチ」をするのか』祥伝社、2010年。ISBN 4396613679。